# Borne milliaire de Manduel
La borne milliaire d'Antonin-le-Pieux est une borne milliaire de France.

## Localisation
La borne est située sur la commune de Manduel au milieu de la place de la Mairie. Mais au moins quatre autres bornes sont situées sur la même commune.

## Historique
La borne est classée au titre des monuments historiques en 1973.